# Стаффордшир
Ста́ффордшир (англ. Staffordshire, [ˈstæfərdʃər] или [ˈstæfərdʃɪər]; сокращенно Staffs. [stæfs]) — церемониальное неметропольное графство на западе центральной части Англии. Входит в состав региона Западный Мидленд. Административный центр — Стаффорд, крупнейший город — Сток-он-Трент. Население 825,8 тыс. человек (8-е место среди неметропольных графств; данные 2007 г.).

## География
Общая площадь территории 2713 км² (18-е место); территория административной области — 2620 км² (14-е место).

## Административное деление
В состав графства входят 8 районов (англ. non-metropolitan district) и 1 унитарная единица:
|  | 1. Тамуэрт 2. Личфилд 3. Каннок-Чейз 4. Саут-Стаффордшир 5. Стаффорд 6. Ньюкасл-андер-Лайм 7. Стаффордшир-Мурлендс 8. Ист-Стаффордшир 9. Сити-оф-Сток-он-Трент (унитарная единица) |

## ИзЭСБЕ(данные конца XIX века)[1]
Стаффордшир (Stafford, Staffordshire) — графство в центральной части Англии. 3028 кв. км, 1103452 жителей. Поверхность волнообразная, отчасти гористая; Акс-Эдж достигает высоты 536 м. Главная река — Трент. Горная и фабричная промышленность значительнее земледельческой. Графство богато медью, оловом, каменным углем, мрамором, алебастром, песчаником, известняком и фарфоровой глиной. Здесь множество фабрик и заводов, из них важнейшие: железоделательные, гончарные, шерстяных и шелковых изделий, химических продуктов. Стаффордшир повсюду пересекается каналами и железными дорогами. Главный город — того же имени.

## История
В графстве летом 2009 года найден крупнейший в истории англосаксонский клад (см. Стаффордширское сокровище). Клад датируется приблизительно VII веком.
В графстве распространён древний обычай Украшения источников (англ. well dressing, well flowering).